# Anton Seidl
Anton Seidl (Budapest, 7 maggio 1850 – New York, 28 marzo 1898) è stato un direttore d'orchestra ungherese.

## Biografia
Studiò al conservatorio di Lipsia dall'ottobre 1870 al 1872, quando venne convocato a Bayreuth da Richard Wagner per aiutare in qualità di copista della partitura de L'anello del Nibelungo. Fervente wagneriano, prese parte al primo Festival di Bayreuth nel 1876.
La sua prima occasione per dirigere un'orchestra venne quando, su raccomandazione di Wagner, fu scelto come direttore del Teatro di Stato di Lipsia, dove rimase fino al 1882, anno in cui andò in tournée assieme alla compagnia di Angelo Neumann, che rappresentava il Ring.
Nel 1885 Seidl fu scelto come successore di Leopold Damrosch alla direzione della Compagnia di Opera tedesca di New York; in quello stesso anno si sposò con la cantante Auguste Kraus. Divenne direttore della New York Philharmonic nel 1891, posto che mantenne fino alla morte, che lo colse a soli 47 anni, per un'intossicazione alimentare.